# مارغريت نولان
مارغريت نولان (بالإنجليزية: Margaret Nolan)‏ هي عارضة وممثلة بريطانية، ولدت في 29 أكتوبر 1943 في لندن في المملكة المتحدة.

## أعمال

### أفلام
- (1964) إصبع الذهب[6][7]

## وصلات خارجية
- مارغريت نولان على موقع IMDb (الإنجليزية)
- مارغريت نولان على موقع روتن توميتوز (الإنجليزية)
- مارغريت نولان على موقع ألو سيني (الفرنسية)
- مارغريت نولان على موقع ميوزك برينز (الإنجليزية)
- مارغريت نولان على موقع قاعدة بيانات الفيلم (الإنجليزية)